# マージョリー・ヘンダーソン
マージョリー・ヘンダーソン（Marjorie Henderson Buell、1904年12月11日 - 1993年5月30日）は、アメリカ合衆国の女流漫画家である。

## 人物・来歴
アメリカはペンシルベニア州生まれ。1934年にファンタジー小説の挿絵に採用され、翌年の1935年にサタデーイブニングポストに世界的に有名になる『ルル』が誕生し、以後彼女のライフワークになった。

## 代表作
- リトル・ルル
- Alvin's Solo Flight
- Frog's Legs